# Jordán Vallmajo
Jordán „Rossini” Vallmajó Giralt (ur. 14 maja 1894, zm. 22 sierpnia 1983) – hiszpański zapaśnik walczący w stylu klasycznym. Olimpijczyk z Paryża 1924, gdzie zajął osiemnaste miejsce w wadze piórkowej. 

## Letnie Igrzyska Olimpijskie 1924
| Konkurencja          | Rundy eliminacyjne       | Rundy eliminacyjne    | Klas. końcowa |
| Konkurencja          | Przeciwnik I             | Przeciwnik II         | Miejsce       |
| -------------------- | ------------------------ | --------------------- | ------------- |
| 62 kg styl klasyczny | Katsutoshi Naitō (JPN) P | Voldemar Väli (EST) P | 18.           |